# Hạm đội tàu sân bay thứ tư
Hạm đội Tàu sân bay thứ tư (第四航空戦隊 (Đệ tứ Hàng không Chiến đội) Dai-Yon Kōkū Sentai, thường được viết tắt là  四航戦 YonKō-sen) là lực lượng hàng không trên biển sử dụng tàu sân bay và tàu mẹ thủy phi cơ thuộc Hạm đội Liên hợp của Hải quân Đế quốc Nhật Bản.

## Cơ cấu lực lượng
| Ngày                                 | Đơn vị cấp trên      | Tàu và lực lượng không quân                                   |
| ------------------------------------ | -------------------- | ------------------------------------------------------------- |
| Ngày 1 tháng 12 năm 1937 (thành lập) | Hạm đội Liên hợp     | Notoro, Kinugasa Maru                                         |
| Ngày 1 tháng 8 năm 1938              | Giải thể             | Giải thể                                                      |
| Ngày 1 tháng 4 năm 1941              | Hàng không hạm đội 1 | Ryūjō                                                         |
| Ngày 11 tháng 8 năm 1941             | Hàng không hạm đội 1 | Ryūjō, Khu trục đội 3 : Shiokaze, Hokaze                      |
| Ngày 10 tháng 12 năm 1941            | Hàng không hạm đội 1 | Ryūjō, Kasuga Maru (Taiyō), Khu trục đội 3 : Shiokaze, Hokaze |
| Ngày 1 tháng 4 năm 1942              | Hàng không hạm đội 1 | Ryūjō, Shōhō                                                  |
| Ngày 3 tháng 5 năm 1942              | Hàng không hạm đội 1 | Ryūjō, Shōhō, Jun'yō                                          |
| Ngày 20 tháng 5 năm 1942             | Hàng không hạm đội 1 | Ryūjō, Jun'yō                                                 |
| Ngày 14 tháng 7 năm 1942             | Giải thể             | Giải thể                                                      |
| Ngày 1 tháng 5 năm 1944              | Hạm đội 3            | Hyūga, Ise, Kōkūtai số 634                                    |
| Ngày 15 tháng 10 năm 1944            | Hạm đội 3            | Jun'yō, Ryūhō, Hyūga, Ise                                     |
| (Ngày 24 tháng 10 năm 1944)          | Hạm đội 3            | Hyūga, Ise                                                    |
| Ngày 15 tháng 12 năm 1944            | Hạm đội 2            | Hyūga, Ise                                                    |
| Ngày 1 tháng 3 năm 1945              | Giải thể             | Giải thể                                                      |

## Chỉ huy
|   | Quân hàm     | Tên                | Ngày                     |
| - | ------------ | ------------------ | ------------------------ |
| 1 | Chuẩn Đô đốc | Tomoshige Samejima | Ngày 1 tháng 12 năm 1937 |
| x |              | giải thể           | Ngày 1 tháng 8 năm 1938  |
| x |              | vị trí trống       | Ngày 1 tháng 4 năm 1941  |
| 2 | Chuẩn Đô đốc | Torao Kuwabara     | Ngày 10 tháng 4 năm 1941 |
| 3 | Chuẩn Đô đốc | Kakuji Kakuta      | Ngày 1 tháng 9 năm 1941  |
| x |              | giải thể           | Ngày 14 tháng 7 năm 1942 |
| 4 | Chuẩn Đô đốc | Matsuda Chiaki     | Ngày 1 tháng 5 năm 1944  |
| x |              | giải thể           | Ngày 1 tháng 3 năm 1945  |